# African Express Airways
African Express Airways è una compagnia aerea keniota di proprietà somala con sede presso l'aeroporto Internazionale Jomo Kenyatta di Embakasi, Nairobi, Kenya. È una compagnia aerea a corto raggio, che si rivolge a viaggiatori d'affari e di piacere e opera partenze giornaliere.

## Servizi
African Express Airways ha una compagnia di manutenzione di aeromobili situata vicino alla sua sede. Jet Aircraft Maintenance Ltd è un'azienda specializzata nella manutenzione di aeromobili a reazione, che va dai controlli "A" a "B", "C" e "D" per la maggior parte degli aeromobili di medio raggio di fabbricazione occidentale. L'azienda dispone di un nuovo hangar dotato di tutte le strutture, compresi i servizi di noleggio di hangar di manutenzione per conto terzi che possono avere i propri ingegneri e approvazioni.

## Flotta

### Flotta attuale
A febbraio 2024 la flotta di African Express Airways è così composta:

### Flotta storica
African Express Airways operava in precedenza con i seguenti aeromobili:
- 4 Boeing 707-300
- 3 Boeing 727-200
- 1 Britten-Norman BN-2 Islander
- 2 Embraer EMB 120 Brasilia

## Incidenti
- 4 maggio 2020, l'Embraer EMB 120 di marche 5Y-AXO operante un volo charter carico di rifornimenti medici durante la pandemia di COVID-19, si è schiantato durante l'avvicinamento a Berdale, in Somalia, provocando la morte di tutti i 2 membri dell'equipaggio e 4 passeggeri a bordo. Il 10 maggio, trapelò un rapporto delle forze della Missione dell'Unione africana in Somalia che affermava che le truppe di terra della Forza di difesa nazionale etiope che stavano operando al di fuori dell'autorità della forza di pace avevano erroneamente concluso che l'aereo era impegnato in un attacco suicida e lo avevano abbattuto; questa accusa accese polemiche sulle incursioni militari etiopi e keniote in Somalia per combattere i militanti di Al-Shabaab. I tre paesi hanno avviato un'indagine congiunta sull'incidente.[7]